# Werner Twardy
Werner Twardy, mer känd som T.W. Ardy, född  1926 i Oberhausen, Tyskland död 1977.
Twardy var en tysk hammondorganist inom populär- och jazzmusik.